# Orconectes jonesi
Orconectes jonesi là một loài tôm sông trong họ Cambaridae.